# 2012-es IIHF divízió III-as jégkorong-világbajnokság
A 2012-es IIHF divízió III-as jégkorong-világbajnokságot Erzurumban, Törökországban rendezték április 15. és 21. között. A vb-n hat válogatott vett részt. Az első helyezett feljutott a divízió II B csoportjába.

## Résztvevők
A világbajnokságon a divízió III-ban szereplő hat csapat vett részt.
| Csapat       | 2011-ben                                                  |
| ------------ | --------------------------------------------------------- |
| Észak-Korea  | A divízió II A csoportjának 6. helyén végzett és kiesett. |
| Írország     | A divízió II B csoportjának 6. helyén végzett és kiesett. |
| Törökország  | Rendező, a divízió III 3. helyén végzett.                 |
| Luxemburg    | A divízió III 4. helyén végzett.                          |
| Görögország^ | A divízió III 5. helyén végzett.                          |
| Mongólia^    | A divízió III 6. helyén végzett.                          |

^ - Bosznia-Hercegovina és Tajvan is jelezte indulási szándékát, de az IIHF nem fogadta el azokat, így Görögország és Mongólia automatikusan részt vehetett a divízió III-as vb-n.

## Eredmények
A mérkőzések kezdési időpontjai helyi idő szerint vannak feltüntetve.
| Jelmagyarázat                             |
| ----------------------------------------- |
| Feljutott a divízió II B-be.              |
| A divízió III-as vb selejtezőjébe került. |

| Nemzet      | M | Gy | HGy | HV | V | G+ | G- | Gk  | P  |
| ----------- | - | -- | --- | -- | - | -- | -- | --- | -- |
| Törökország | 5 | 5  | 0   | 0  | 0 | 33 | 7  | +26 | 15 |
| Észak-Korea | 5 | 4  | 0   | 0  | 1 | 27 | 8  | +19 | 12 |
| Luxemburg   | 5 | 3  | 0   | 0  | 2 | 20 | 15 | +5  | 9  |
| Írország    | 5 | 2  | 0   | 0  | 3 | 18 | 24 | −6  | 6  |
| Görögország | 5 | 1  | 0   | 0  | 4 | 9  | 22 | −13 | 3  |
| Mongólia    | 5 | 0  | 0   | 0  | 5 | 8  | 39 | −31 | 0  |

| 2012. április 15. 13:00 | Görögország | 1–6 (1–1, 0–3, 0–2) | Törökország | GSIM Ice Arena, Erzurum Nézőszám: 500 |

| Jegyzőkönyv | Jegyzőkönyv        | Jegyzőkönyv                                | Jegyzőkönyv       | Jegyzőkönyv                                                                      |
| --- | ------------------ | ------------------------------------------ | ----------------- | -------------------------------------------------------------------------------- |
| | Ntalimpor Ploutsis | Kapusok                                    | Levent Ozbaydugan | Játékvezető: Dmitry Kravchenko Vonalbírók: James Kavanagh Vladislovas Rudzinskas |
| \| \| 0–1 \| 10:47 – S. Semiz (G. Çetinkaya) (PP) \| \| I. Pachos (E. Fournogerakis, A. Valsamas-Rallis) – 12:20 \| 1–1 \| \| \| \| 1–2 \| 27:07 – S. Semiz (G. Çetinkaya, Y. Halil) \| \| \| 1–3 \| 32:57 – S. Semiz (Y. Halil, E. Ozmen) \| \| \| 1–4 \| 38:18 – A. Solak \| \| \| 1–5 \| 50:11 – A. Solak (Y. Halil, E. Ozmen) \| \| \| 1–6 \| 52:47 – A. Solak (Y. Halil, E. Ozmen) (PP) \| |                    |                                            |                   | Játékvezető: Dmitry Kravchenko Vonalbírók: James Kavanagh Vladislovas Rudzinskas |
| 26 perc | Büntetések         | 20 perc                                    |                   | Játékvezető: Dmitry Kravchenko Vonalbírók: James Kavanagh Vladislovas Rudzinskas |
| 26 | Lövések            | 51                                         |                   | Játékvezető: Dmitry Kravchenko Vonalbírók: James Kavanagh Vladislovas Rudzinskas |
| | 0–1                | 10:47 – S. Semiz (G. Çetinkaya) (PP)       |                   | Játékvezető: Dmitry Kravchenko Vonalbírók: James Kavanagh Vladislovas Rudzinskas |
| I. Pachos (E. Fournogerakis, A. Valsamas-Rallis) – 12:20 | 1–1                |                                            |                   | Játékvezető: Dmitry Kravchenko Vonalbírók: James Kavanagh Vladislovas Rudzinskas |
| | 1–2                | 27:07 – S. Semiz (G. Çetinkaya, Y. Halil)  |                   | Játékvezető: Dmitry Kravchenko Vonalbírók: James Kavanagh Vladislovas Rudzinskas |
| | 1–3                | 32:57 – S. Semiz (Y. Halil, E. Ozmen)      |                   |                                                                                  |
| | 1–4                | 38:18 – A. Solak                           |                   |                                                                                  |
| | 1–5                | 50:11 – A. Solak (Y. Halil, E. Ozmen)      |                   |                                                                                  |
| | 1–6                | 52:47 – A. Solak (Y. Halil, E. Ozmen) (PP) |                   |                                                                                  |

| 2012. április 15. 17:00 | Luxemburg | 7–2 (4–1, 2–0, 1–1) | Írország | GSIM Ice Arena, Erzurum Nézőszám: 120 |

| Jegyzőkönyv | Jegyzőkönyv   | Jegyzőkönyv                               | Jegyzőkönyv | Jegyzőkönyv                                                       |
| --- | ------------- | ----------------------------------------- | ----------- | ----------------------------------------------------------------- |
| | Gilles Mangen | Kapusok                                   | Adam Pepper | Játékvezető: Vedran Krcelic Vonalbírók: Erhan Bulut Marko Sakovic |
| \| \| 0–1 \| 01:59 – A. Jackson-Wyatt (G. Roberts) \| \| R. Beran (R. Scheier) – 02:59 \| 1–1 \| \| \| B. Houdremont (R. Beran) – 14:32 \| 2–1 \| \| \| C. Mossong (S. Backes) – 16:06 \| 3–1 \| \| \| B. Welter (R. Beran) (SH) – 18:24 \| 4–1 \| \| \| B. Schneider (PP) – 27:19 \| 5–1 \| \| \| B. Schneider (T. Beran) – 35:55 \| 6–1 \| \| \| \| 6–2 \| 55:16 – A. Jackson-Wyatt (G. Martin) (PP) \| \| B. Houdremont (R. Beran) – 56:38 \| 7–2 \| \| |               |                                           |             | Játékvezető: Vedran Krcelic Vonalbírók: Erhan Bulut Marko Sakovic |
| 14 perc | Büntetések    | 16 perc                                   |             | Játékvezető: Vedran Krcelic Vonalbírók: Erhan Bulut Marko Sakovic |
| 44 | Lövések       | 20                                        |             | Játékvezető: Vedran Krcelic Vonalbírók: Erhan Bulut Marko Sakovic |
| | 0–1           | 01:59 – A. Jackson-Wyatt (G. Roberts)     |             | Játékvezető: Vedran Krcelic Vonalbírók: Erhan Bulut Marko Sakovic |
| R. Beran (R. Scheier) – 02:59 | 1–1           |                                           |             | Játékvezető: Vedran Krcelic Vonalbírók: Erhan Bulut Marko Sakovic |
| B. Houdremont (R. Beran) – 14:32 | 2–1           |                                           |             | Játékvezető: Vedran Krcelic Vonalbírók: Erhan Bulut Marko Sakovic |
| C. Mossong (S. Backes) – 16:06 | 3–1           |                                           |             |                                                                   |
| B. Welter (R. Beran) (SH) – 18:24 | 4–1           |                                           |             |                                                                   |
| B. Schneider (PP) – 27:19 | 5–1           |                                           |             |                                                                   |
| B. Schneider (T. Beran) – 35:55 | 6–1           |                                           |             |                                                                   |
| | 6–2           | 55:16 – A. Jackson-Wyatt (G. Martin) (PP) |             |                                                                   |
| B. Houdremont (R. Beran) – 56:38 | 7–2           |                                           |             |                                                                   |

| 2012. április 15. 21:00 | Mongólia | 2–12 (1–2, 1–3, 0–7) | Észak-Korea | GSIM Ice Arena, Erzurum Nézőszám: 22 |

| Jegyzőkönyv | Jegyzőkönyv                                 | Jegyzőkönyv                          | Jegyzőkönyv               | Jegyzőkönyv                                                           |
| --- | ------------------------------------------- | ------------------------------------ | ------------------------- | --------------------------------------------------------------------- |
| | Munkhbold Bayarsaikhan Ulambayar Narmandakh | Kapusok                              | Pak Kun-Hyok Pak Kuk-Chol | Játékvezető: Marius Iliescu Vonalbírók: Cemalersin Kaya Todor Krastev |
| \| \| 0–1 \| 02:18 – Ri P. (Ju S.) \| \| E. Altansan (PP) – 10:00 \| 1–1 \| \| \| \| 1–2 \| 11:11 – Ri C. \| \| \| 1–3 \| 21:54 – Om S. (Hong C., Pak S.) \| \| \| 1–4 \| 23:50 – Kim M. (Ku S.) \| \| \| 1–5 \| 29:49 – Ju S. (Ri P.) (SH) \| \| M. Enkhtur (B. Jargalsaikhan, T. Ganbold) – 39:31 \| 2–5 \| \| \| \| 2–6 \| 47:11 – Ri P. (SH) \| \| \| 2–7 \| 48:49 – Jong S. (Ri S., Kim J.) (SH) \| \| \| 2–8 \| 49:47 – Ri C. (Kim J.) (PP) \| \| \| 2–9 \| 52:06 – Kim J. (Kim J.) \| \| \| 2–10 \| 52:25 – Kim J. (Jong S.) \| \| \| 2–11 \| 57:27 – Jong S. (Ri C., Kim J.) (SH) \| \| \| 2–12 \| 58:18 – Kim C. \| |                                             |                                      |                           | Játékvezető: Marius Iliescu Vonalbírók: Cemalersin Kaya Todor Krastev |
| 16 perc | Büntetések                                  | 14 perc                              |                           | Játékvezető: Marius Iliescu Vonalbírók: Cemalersin Kaya Todor Krastev |
| 10 | Lövések                                     | 48                                   |                           | Játékvezető: Marius Iliescu Vonalbírók: Cemalersin Kaya Todor Krastev |
| | 0–1                                         | 02:18 – Ri P. (Ju S.)                |                           | Játékvezető: Marius Iliescu Vonalbírók: Cemalersin Kaya Todor Krastev |
| E. Altansan (PP) – 10:00 | 1–1                                         |                                      |                           | Játékvezető: Marius Iliescu Vonalbírók: Cemalersin Kaya Todor Krastev |
| | 1–2                                         | 11:11 – Ri C.                        |                           | Játékvezető: Marius Iliescu Vonalbírók: Cemalersin Kaya Todor Krastev |
| | 1–3                                         | 21:54 – Om S. (Hong C., Pak S.)      |                           |                                                                       |
| | 1–4                                         | 23:50 – Kim M. (Ku S.)               |                           |                                                                       |
| | 1–5                                         | 29:49 – Ju S. (Ri P.) (SH)           |                           |                                                                       |
| M. Enkhtur (B. Jargalsaikhan, T. Ganbold) – 39:31 | 2–5                                         |                                      |                           |                                                                       |
| | 2–6                                         | 47:11 – Ri P. (SH)                   |                           |                                                                       |
| | 2–7                                         | 48:49 – Jong S. (Ri S., Kim J.) (SH) |                           |                                                                       |
| | 2–8                                         | 49:47 – Ri C. (Kim J.) (PP)          |                           |                                                                       |
| | 2–9                                         | 52:06 – Kim J. (Kim J.)              |                           |                                                                       |
| | 2–10                                        | 52:25 – Kim J. (Jong S.)             |                           |                                                                       |
| | 2–11                                        | 57:27 – Jong S. (Ri C., Kim J.) (SH) |                           |                                                                       |
| | 2–12                                        | 58:18 – Kim C.                       |                           |                                                                       |

| 2012. április 16. 13:00 | Írország | 5–3 (2–0, 2–1, 1–2) | Görögország | GSIM Ice Arena, Erzurum Nézőszám: 178 |

| Jegyzőkönyv | Jegyzőkönyv       | Jegyzőkönyv                          | Jegyzőkönyv        | Jegyzőkönyv                                                         |
| --- | ----------------- | ------------------------------------ | ------------------ | ------------------------------------------------------------------- |
| | Scott Bickerstaff | Kapusok                              | Ntalimpor Ploutsis | Játékvezető: Marius Iliescu Vonalbírók: Erhan Bulut Cemalersin Kaya |
| \| G. Martin (A. Jackson-Wyatt, G. Roberts) – 03:01 \| 1–0 \| \| \| G. Roberts (D. Morrison) (PP) – 13:57 \| 2–0 \| \| \| S. Hamill (A. Patience) (PP) – 21:09 \| 3–0 \| \| \| S. Ewen (S. Adams, T. O'Driscoll) (PP) – 34:37 \| 4–0 \| \| \| \| 4–1 \| 38:05 – A. Valsamas-Rallis (SH) \| \| \| 4–2 \| 42:55 – D. Kalyvas (L. Efkarpidis) \| \| \| 4–3 \| 50:45 – D. Kalyvas (O. Tilios) (PP2) \| \| A. Jackson-Wyatt (G. Roberts) (PP2) – 55:20 \| 5–3 \| \| |                   |                                      |                    | Játékvezető: Marius Iliescu Vonalbírók: Erhan Bulut Cemalersin Kaya |
| 44 perc | Büntetések        | 52 perc                              |                    | Játékvezető: Marius Iliescu Vonalbírók: Erhan Bulut Cemalersin Kaya |
| 37 | Lövések           | 27                                   |                    | Játékvezető: Marius Iliescu Vonalbírók: Erhan Bulut Cemalersin Kaya |
| G. Martin (A. Jackson-Wyatt, G. Roberts) – 03:01 | 1–0               |                                      |                    | Játékvezető: Marius Iliescu Vonalbírók: Erhan Bulut Cemalersin Kaya |
| G. Roberts (D. Morrison) (PP) – 13:57 | 2–0               |                                      |                    | Játékvezető: Marius Iliescu Vonalbírók: Erhan Bulut Cemalersin Kaya |
| S. Hamill (A. Patience) (PP) – 21:09 | 3–0               |                                      |                    | Játékvezető: Marius Iliescu Vonalbírók: Erhan Bulut Cemalersin Kaya |
| S. Ewen (S. Adams, T. O'Driscoll) (PP) – 34:37 | 4–0               |                                      |                    |                                                                     |
| | 4–1               | 38:05 – A. Valsamas-Rallis (SH)      |                    |                                                                     |
| | 4–2               | 42:55 – D. Kalyvas (L. Efkarpidis)   |                    |                                                                     |
| | 4–3               | 50:45 – D. Kalyvas (O. Tilios) (PP2) |                    |                                                                     |
| A. Jackson-Wyatt (G. Roberts) (PP2) – 55:20 | 5–3               |                                      |                    |                                                                     |

| 2012. április 16. 17:00 | Észak-Korea | 4–1 (0–1, 3–0, 1–0) | Luxemburg | GSIM Ice Arena, Erzurum Nézőszám: 132 |

| Jegyzőkönyv | Jegyzőkönyv  | Jegyzőkönyv                                 | Jegyzőkönyv   | Jegyzőkönyv                                                                        |
| --- | ------------ | ------------------------------------------- | ------------- | ---------------------------------------------------------------------------------- |
| | Pak Kun-Hyok | Kapusok                                     | Gilles Mangen | Játékvezető: Wlodzimierc Marczuk Vonalbírók: James Kavanagh Vladislovas Rudzinskas |
| \| \| 0–1 \| 05:40 – B. Welter (R. Beran, B. Houdremont) \| \| Ri K. (Pak S.) – 21:55 \| 1–1 \| \| \| Ri K. (Kim K., Kim M.) – 28:18 \| 2–1 \| \| \| Kim K. (Ri P.) (EA) – 39:46 \| 3–1 \| \| \| Kim K. (Ri P.) (SH) – 51:00 \| 4–1 \| \| |              |                                             |               | Játékvezető: Wlodzimierc Marczuk Vonalbírók: James Kavanagh Vladislovas Rudzinskas |
| 14 perc | Büntetések   | 12 perc                                     |               | Játékvezető: Wlodzimierc Marczuk Vonalbírók: James Kavanagh Vladislovas Rudzinskas |
| 26 | Lövések      | 12                                          |               | Játékvezető: Wlodzimierc Marczuk Vonalbírók: James Kavanagh Vladislovas Rudzinskas |
| | 0–1          | 05:40 – B. Welter (R. Beran, B. Houdremont) |               | Játékvezető: Wlodzimierc Marczuk Vonalbírók: James Kavanagh Vladislovas Rudzinskas |
| Ri K. (Pak S.) – 21:55 | 1–1          |                                             |               | Játékvezető: Wlodzimierc Marczuk Vonalbírók: James Kavanagh Vladislovas Rudzinskas |
| Ri K. (Kim K., Kim M.) – 28:18 | 2–1          |                                             |               | Játékvezető: Wlodzimierc Marczuk Vonalbírók: James Kavanagh Vladislovas Rudzinskas |
| Kim K. (Ri P.) (EA) – 39:46 | 3–1          |                                             |               |                                                                                    |
| Kim K. (Ri P.) (SH) – 51:00 | 4–1          |                                             |               |                                                                                    |

| 2012. április 16. 21:00 | Törökország | 10–0 (4–0, 2–0, 4–0) | Mongólia | GSIM Ice Arena, Erzurum Nézőszám: 254 |

| Jegyzőkönyv | Jegyzőkönyv | Jegyzőkönyv | Jegyzőkönyv           | Jegyzőkönyv                                                           |
| --- | ----------- | ----------- | --------------------- | --------------------------------------------------------------------- |
| | Fikri Atali | Kapusok     | Munkhbold Bayarsikhan | Játékvezető: Vedran Krcelic Vonalbírók: Matthieu Barbez Todor Krastev |
| \| E. Coşkun (A. Solak) – 03:29 \| 1–0 \| \| \| S. Aktürk – 12:10 \| 2–0 \| \| \| E. Coskun (S. Gumus) – 12:20 \| 3–0 \| \| \| G. Çetinkaya (S. Gumus, S. Aktürk) (PP2) – 17:56 \| 4–0 \| \| \| G. Tasdemir (G. Hamarat, G. Solak) (PP) – 21:01 \| 5–0 \| \| \| E. Ozmen (E. Coşkun, G. Çetinkaya) – 21:53 \| 6–0 \| \| \| E. Ozmen (S. Aktürk) (SH) – 42:46 \| 7–0 \| \| \| G. Solak (O. Yavuzarslan) (PP) – 48:27 \| 8–0 \| \| \| S. Semiz (C. Abayli, E. Ozmen) – 53:46 \| 9–0 \| \| \| S. Semiz (E. Ozmen) – 58:33 \| 10–0 \| \| |             |             |                       | Játékvezető: Vedran Krcelic Vonalbírók: Matthieu Barbez Todor Krastev |
| 16 perc | Büntetések  | 12 perc     |                       | Játékvezető: Vedran Krcelic Vonalbírók: Matthieu Barbez Todor Krastev |
| 53 | Lövések     | 14          |                       | Játékvezető: Vedran Krcelic Vonalbírók: Matthieu Barbez Todor Krastev |
| E. Coşkun (A. Solak) – 03:29 | 1–0         |             |                       | Játékvezető: Vedran Krcelic Vonalbírók: Matthieu Barbez Todor Krastev |
| S. Aktürk – 12:10 | 2–0         |             |                       | Játékvezető: Vedran Krcelic Vonalbírók: Matthieu Barbez Todor Krastev |
| E. Coskun (S. Gumus) – 12:20 | 3–0         |             |                       | Játékvezető: Vedran Krcelic Vonalbírók: Matthieu Barbez Todor Krastev |
| G. Çetinkaya (S. Gumus, S. Aktürk) (PP2) – 17:56 | 4–0         |             |                       |                                                                       |
| G. Tasdemir (G. Hamarat, G. Solak) (PP) – 21:01 | 5–0         |             |                       |                                                                       |
| E. Ozmen (E. Coşkun, G. Çetinkaya) – 21:53 | 6–0         |             |                       |                                                                       |
| E. Ozmen (S. Aktürk) (SH) – 42:46 | 7–0         |             |                       |                                                                       |
| G. Solak (O. Yavuzarslan) (PP) – 48:27 | 8–0         |             |                       |                                                                       |
| S. Semiz (C. Abayli, E. Ozmen) – 53:46 | 9–0         |             |                       |                                                                       |
| S. Semiz (E. Ozmen) – 58:33 | 10–0        |             |                       |                                                                       |

| 2012. április 18. 13:00 | Észak-Korea | 4–1 (0–0, 2–0, 2–1) | Görögország | GSIM Ice Arena, Erzurum Nézőszám: 43 |

| Jegyzőkönyv | Jegyzőkönyv               | Jegyzőkönyv                                         | Jegyzőkönyv       | Jegyzőkönyv                                                           |
| --- | ------------------------- | --------------------------------------------------- | ----------------- | --------------------------------------------------------------------- |
| | Pak Kun-Hyok Pak Kuk-Choi | Kapusok                                             | Georgios Fiotakis | Játékvezető: Vedran Krcelic Vonalbírók: Matthieu Barbez Marko Sakovic |
| \| Kim J. (Ri S. – 24:58 \| 1–0 \| \| \| Pak S. (Hong C., Om S.) – 32:55 \| 2–0 \| \| \| \| 2–1 \| 51:27 I. Koufis (N. Papadopoulos, D. Kalyvas) (PP2) \| \| Om S. (Jong S.) – 56:34 \| 3–1 \| \| \| Kim K. (Kim N.) – 57:33 \| 4–1 \| \| |                           |                                                     |                   | Játékvezető: Vedran Krcelic Vonalbírók: Matthieu Barbez Marko Sakovic |
| 16 perc | Büntetések                | 10 perc                                             |                   | Játékvezető: Vedran Krcelic Vonalbírók: Matthieu Barbez Marko Sakovic |
| 45 | Lövések                   | 11                                                  |                   | Játékvezető: Vedran Krcelic Vonalbírók: Matthieu Barbez Marko Sakovic |
| Kim J. (Ri S. – 24:58 | 1–0                       |                                                     |                   | Játékvezető: Vedran Krcelic Vonalbírók: Matthieu Barbez Marko Sakovic |
| Pak S. (Hong C., Om S.) – 32:55 | 2–0                       |                                                     |                   | Játékvezető: Vedran Krcelic Vonalbírók: Matthieu Barbez Marko Sakovic |
| | 2–1                       | 51:27 I. Koufis (N. Papadopoulos, D. Kalyvas) (PP2) |                   | Játékvezető: Vedran Krcelic Vonalbírók: Matthieu Barbez Marko Sakovic |
| Om S. (Jong S.) – 56:34 | 3–1                       |                                                     |                   |                                                                       |
| Kim K. (Kim N.) – 57:33 | 4–1                       |                                                     |                   |                                                                       |

| 2012. április 18. 17:00 | Írország | 3–5 (0–1, 3–2, 0–2) | Törökország | GSIM Ice Arena, Erzurum Nézőszám: 216 |

| Jegyzőkönyv | Jegyzőkönyv       | Jegyzőkönyv                                    | Jegyzőkönyv       | Jegyzőkönyv                                                                        |
| --- | ----------------- | ---------------------------------------------- | ----------------- | ---------------------------------------------------------------------------------- |
| | Scott Bickerstaff | Kapusok                                        | Levent Ozbaydugan | Játékvezető: Wlodzimierc Marczuk Vonalbírók: James Kavanagh Vladislovas Rudzinskas |
| \| \| 0–1 \| 17:12 – S. Semiz (G. Hamarat) (PP) \| \| G. Roberts (S. Adams) (PP2) – 21:08 \| 1–1 \| \| \| \| 1–2 \| 37:01 – Y. Halil (G. Tasdemir) (SH) \| \| G. Roberts (D. Kelly, G. Martin) (PP2) – 37:31 \| 2–2 \| \| \| G. Roberts (D. Kelly) – 39:05 \| 3–2 \| \| \| \| 3–3 \| 39:55 – S. Gümüş (A. Solak, G. Çetinkaya) (PP) \| \| \| 3–4 \| 53:26 – G. Tasdemir (E. Ozmen, S. Semiz) (SH) \| \| \| 3–5 \| 54:47 – S. Aktürk (S. Gümüş) \| |                   |                                                |                   | Játékvezető: Wlodzimierc Marczuk Vonalbírók: James Kavanagh Vladislovas Rudzinskas |
| 12 perc | Büntetések        | 18 perc                                        |                   | Játékvezető: Wlodzimierc Marczuk Vonalbírók: James Kavanagh Vladislovas Rudzinskas |
| 26 | Lövések           | 29                                             |                   | Játékvezető: Wlodzimierc Marczuk Vonalbírók: James Kavanagh Vladislovas Rudzinskas |
| | 0–1               | 17:12 – S. Semiz (G. Hamarat) (PP)             |                   | Játékvezető: Wlodzimierc Marczuk Vonalbírók: James Kavanagh Vladislovas Rudzinskas |
| G. Roberts (S. Adams) (PP2) – 21:08 | 1–1               |                                                |                   | Játékvezető: Wlodzimierc Marczuk Vonalbírók: James Kavanagh Vladislovas Rudzinskas |
| | 1–2               | 37:01 – Y. Halil (G. Tasdemir) (SH)            |                   | Játékvezető: Wlodzimierc Marczuk Vonalbírók: James Kavanagh Vladislovas Rudzinskas |
| G. Roberts (D. Kelly, G. Martin) (PP2) – 37:31 | 2–2               |                                                |                   |                                                                                    |
| G. Roberts (D. Kelly) – 39:05 | 3–2               |                                                |                   |                                                                                    |
| | 3–3               | 39:55 – S. Gümüş (A. Solak, G. Çetinkaya) (PP) |                   |                                                                                    |
| | 3–4               | 53:26 – G. Tasdemir (E. Ozmen, S. Semiz) (SH)  |                   |                                                                                    |
| | 3–5               | 54:47 – S. Aktürk (S. Gümüş)                   |                   |                                                                                    |

| 2012. április 18. 21:00 | Mongólia | 1–5 (1–4, 0–1, 0–0) | Luxemburg | GSIM Ice Arena, Erzurum Nézőszám: 55 |

| Jegyzőkönyv | Jegyzőkönyv            | Jegyzőkönyv                                 | Jegyzőkönyv     | Jegyzőkönyv                                                          |
| --- | ---------------------- | ------------------------------------------- | --------------- | -------------------------------------------------------------------- |
| | Munkhbold Bayarsaikhan | Kapusok                                     | Philippe Lepage | Játékvezető: Dmitry Kravchenko Vonalbírók: Erhan Bulut Todor Krastev |
| \| \| 0–1 \| 03:16 – R. Beran (B. Welter, B. Houdremont) \| \| \| 0–2 \| 06:57 – E. Wambach (T. Beran) \| \| \| 0–3 \| 09:07 – T. Beran (PP) \| \| N. Ganbat (B. Enkhjargal) – 16:00 \| 1–3 \| \| \| \| 1–4 \| 16:35 – R. Beran (B. Welter) \| \| \| 1–5 \| 27:34 – S. Milano (PP) \| |                        |                                             |                 | Játékvezető: Dmitry Kravchenko Vonalbírók: Erhan Bulut Todor Krastev |
| 62 perc | Büntetések             | 43 perc                                     |                 | Játékvezető: Dmitry Kravchenko Vonalbírók: Erhan Bulut Todor Krastev |
| 32 | Lövések                | 38                                          |                 | Játékvezető: Dmitry Kravchenko Vonalbírók: Erhan Bulut Todor Krastev |
| | 0–1                    | 03:16 – R. Beran (B. Welter, B. Houdremont) |                 | Játékvezető: Dmitry Kravchenko Vonalbírók: Erhan Bulut Todor Krastev |
| | 0–2                    | 06:57 – E. Wambach (T. Beran)               |                 | Játékvezető: Dmitry Kravchenko Vonalbírók: Erhan Bulut Todor Krastev |
| | 0–3                    | 09:07 – T. Beran (PP)                       |                 | Játékvezető: Dmitry Kravchenko Vonalbírók: Erhan Bulut Todor Krastev |
| N. Ganbat (B. Enkhjargal) – 16:00 | 1–3                    |                                             |                 |                                                                      |
| | 1–4                    | 16:35 – R. Beran (B. Welter)                |                 |                                                                      |
| | 1–5                    | 27:34 – S. Milano (PP)                      |                 |                                                                      |

| 2012. április 19. 13:00 | Törökország | 4–2 (0–0, 3–2, 1–0) | Észak-Korea | GSIM Ice Arena, Erzurum Nézőszám: 102 |

| Jegyzőkönyv | Jegyzőkönyv | Jegyzőkönyv                | Jegyzőkönyv  | Jegyzőkönyv                                                          |
| --- | ----------- | -------------------------- | ------------ | -------------------------------------------------------------------- |
| | Fikri Atali | Kapusok                    | Pak Kun-Hyok | Játékvezető: Marius Iliescu Vonalbírók: James Kavanagh Marko Sakovic |
| \| A. Solak (G. Çetinkaya) – 22:42 \| 1–0 \| \| \| G. Hamarat (C. Baykan, G. Tasdemir) (PP) – 26:35 \| 2–0 \| \| \| \| 2–1 \| 27:12 – Ri C. (Kim J.) \| \| E. Coşkun (A. Solak) (PP) – 32:55 \| 3–1 \| \| \| \| 3–2 \| 36:56 – Ju S. (Ku S.) (PP) \| \| Y. Halil (E. Coşkun) – 55:41 \| 4–2 \| \| |             |                            |              | Játékvezető: Marius Iliescu Vonalbírók: James Kavanagh Marko Sakovic |
| 32 perc | Büntetések  | 20 perc                    |              | Játékvezető: Marius Iliescu Vonalbírók: James Kavanagh Marko Sakovic |
| 25 | Lövések     | 33                         |              | Játékvezető: Marius Iliescu Vonalbírók: James Kavanagh Marko Sakovic |
| A. Solak (G. Çetinkaya) – 22:42 | 1–0         |                            |              | Játékvezető: Marius Iliescu Vonalbírók: James Kavanagh Marko Sakovic |
| G. Hamarat (C. Baykan, G. Tasdemir) (PP) – 26:35 | 2–0         |                            |              | Játékvezető: Marius Iliescu Vonalbírók: James Kavanagh Marko Sakovic |
| | 2–1         | 27:12 – Ri C. (Kim J.)     |              | Játékvezető: Marius Iliescu Vonalbírók: James Kavanagh Marko Sakovic |
| E. Coşkun (A. Solak) (PP) – 32:55 | 3–1         |                            |              |                                                                      |
| | 3–2         | 36:56 – Ju S. (Ku S.) (PP) |              |                                                                      |
| Y. Halil (E. Coşkun) – 55:41 | 4–2         |                            |              |                                                                      |

| 2012. április 19. 17:00 | Luxemburg | 6–0 (1–0, 4–0, 1–0) | Görögország | GSIM Ice Arena, Erzurum Nézőszám: 47 |

| Jegyzőkönyv | Jegyzőkönyv     | Jegyzőkönyv | Jegyzőkönyv                          | Jegyzőkönyv                                                                       |
| --- | --------------- | ----------- | ------------------------------------ | --------------------------------------------------------------------------------- |
| | Philippe Lepage | Kapusok     | Ntalimpor Ploutsis Georgios Fiotakis | Játékvezető: Wlodzimierc Marczuk Vonalbírók: Todor Krastev Vladislovas Rudzinskas |
| \| B. Schneider (P. Schon) (PP) – 11:31 \| 1–0 \| \| \| E. Wambach (C. Mossong) – 21:44 \| 2–0 \| \| \| T. Beran (R. Beran, E. Wambach) – 28:21 \| 3–0 \| \| \| B. Welter (S. Backes, R. Beran) (PP) – 29:13 \| 4–0 \| \| \| B. Schneider (S. Milano, P. Schon) (PP) – 30:47 \| 5–0 \| \| \| T. Beran (E. Wambach) – 45:35 \| 6–0 \| \| |                 |             |                                      | Játékvezető: Wlodzimierc Marczuk Vonalbírók: Todor Krastev Vladislovas Rudzinskas |
| 12 perc | Büntetések      | 51 perc     |                                      | Játékvezető: Wlodzimierc Marczuk Vonalbírók: Todor Krastev Vladislovas Rudzinskas |
| 42 | Lövések         | 22          |                                      | Játékvezető: Wlodzimierc Marczuk Vonalbírók: Todor Krastev Vladislovas Rudzinskas |
| B. Schneider (P. Schon) (PP) – 11:31 | 1–0             |             |                                      | Játékvezető: Wlodzimierc Marczuk Vonalbírók: Todor Krastev Vladislovas Rudzinskas |
| E. Wambach (C. Mossong) – 21:44 | 2–0             |             |                                      | Játékvezető: Wlodzimierc Marczuk Vonalbírók: Todor Krastev Vladislovas Rudzinskas |
| T. Beran (R. Beran, E. Wambach) – 28:21 | 3–0             |             |                                      | Játékvezető: Wlodzimierc Marczuk Vonalbírók: Todor Krastev Vladislovas Rudzinskas |
| B. Welter (S. Backes, R. Beran) (PP) – 29:13 | 4–0             |             |                                      |                                                                                   |
| B. Schneider (S. Milano, P. Schon) (PP) – 30:47 | 5–0             |             |                                      |                                                                                   |
| T. Beran (E. Wambach) – 45:35 | 6–0             |             |                                      |                                                                                   |

| 2012. április 19. 21:00 | Írország | 8–4 (2–0, 2–1, 4–3) | Mongólia | GSIM Ice Arena, Erzurum Nézőszám: 31 |

| Jegyzőkönyv | Jegyzőkönyv | Jegyzőkönyv               | Jegyzőkönyv            | Jegyzőkönyv                                                                |
| --- | ----------- | ------------------------- | ---------------------- | -------------------------------------------------------------------------- |
| | Adam Pepper | Kapusok                   | Munkhbold Bayarsaikhan | Játékvezető: Dmitry Kravchenko Vonalbírók: Matthieu Barbez Cemalersin Kaya |
| \| G. Roberts (SH) – 03:00 \| 1–0 \| \| \| P. Catherwood (A. Patience) – 04:14 \| 2–0 \| \| \| \| 2–1 \| 29:26 – N. Ganbat \| \| G. Martin (A. Jackson-Wyatt, G. Roberts) – 30:14 \| 3–1 \| \| \| S. Adams (G. Roberts) (PP2) – 36:57 \| 4–1 \| \| \| G. Martin (G. Roberts) – 40:16 \| 5–1 \| \| \| \| 5–2 \| 45:02 – M. Namjil \| \| S. Hamill (G. Martin, G. Roberts) (PP) – 47:52 \| 6–2 \| \| \| G. Roberts (S. Hamill) – 49:05 \| 7–2 \| \| \| \| 7–3 \| 54:09 – B. Purevdorj \| \| \| 7–4 \| 56:16 – G-O. Tseveen (PS) \| \| G. Roberts – 59:59 \| 8–4 \| \| |             |                           |                        | Játékvezető: Dmitry Kravchenko Vonalbírók: Matthieu Barbez Cemalersin Kaya |
| 26 perc | Büntetések  | 12 perc                   |                        | Játékvezető: Dmitry Kravchenko Vonalbírók: Matthieu Barbez Cemalersin Kaya |
| 50 | Lövések     | 15                        |                        | Játékvezető: Dmitry Kravchenko Vonalbírók: Matthieu Barbez Cemalersin Kaya |
| G. Roberts (SH) – 03:00 | 1–0         |                           |                        | Játékvezető: Dmitry Kravchenko Vonalbírók: Matthieu Barbez Cemalersin Kaya |
| P. Catherwood (A. Patience) – 04:14 | 2–0         |                           |                        | Játékvezető: Dmitry Kravchenko Vonalbírók: Matthieu Barbez Cemalersin Kaya |
| | 2–1         | 29:26 – N. Ganbat         |                        | Játékvezető: Dmitry Kravchenko Vonalbírók: Matthieu Barbez Cemalersin Kaya |
| G. Martin (A. Jackson-Wyatt, G. Roberts) – 30:14 | 3–1         |                           |                        |                                                                            |
| S. Adams (G. Roberts) (PP2) – 36:57 | 4–1         |                           |                        |                                                                            |
| G. Martin (G. Roberts) – 40:16 | 5–1         |                           |                        |                                                                            |
| | 5–2         | 45:02 – M. Namjil         |                        |                                                                            |
| S. Hamill (G. Martin, G. Roberts) (PP) – 47:52 | 6–2         |                           |                        |                                                                            |
| G. Roberts (S. Hamill) – 49:05 | 7–2         |                           |                        |                                                                            |
| | 7–3         | 54:09 – B. Purevdorj      |                        |                                                                            |
| | 7–4         | 56:16 – G-O. Tseveen (PS) |                        |                                                                            |
| G. Roberts – 59:59 | 8–4         |                           |                        |                                                                            |

| 2012. április 21. 13:00 | Görögország | 4–1 (1–0, 1–1, 2–0) | Mongólia | GSIM Ice Arena, Erzurum Nézőszám: 48 |

| Jegyzőkönyv | Jegyzőkönyv        | Jegyzőkönyv                           | Jegyzőkönyv            | Jegyzőkönyv                                                         |
| --- | ------------------ | ------------------------------------- | ---------------------- | ------------------------------------------------------------------- |
| | Ntalimpor Ploutsis | Kapusok                               | Munkhbold Bayarsaikhan | Játékvezető: Marius Iliescu Vonalbírók: Erhan Bulut Cemalersin Kaya |
| \| I. Koufis (O. Tilios) (SH) – 05:51 \| 1–0 \| \| \| A. Valsamas-Rallis (D. Kalyvas) – 36:37 \| 2–0 \| \| \| \| 2–1 \| 38:16 – T. Ganbold (B. Jargalsaikhan) \| \| O. Tilios (D. Kalyvas) (PP) – 41:40 \| 3–1 \| \| \| D. Kalyvas – 57:23 \| 4–1 \| \| |                    |                                       |                        | Játékvezető: Marius Iliescu Vonalbírók: Erhan Bulut Cemalersin Kaya |
| 36 perc | Büntetések         | 37 perc                               |                        | Játékvezető: Marius Iliescu Vonalbírók: Erhan Bulut Cemalersin Kaya |
| 40 | Lövések            | 14                                    |                        | Játékvezető: Marius Iliescu Vonalbírók: Erhan Bulut Cemalersin Kaya |
| I. Koufis (O. Tilios) (SH) – 05:51 | 1–0                |                                       |                        | Játékvezető: Marius Iliescu Vonalbírók: Erhan Bulut Cemalersin Kaya |
| A. Valsamas-Rallis (D. Kalyvas) – 36:37 | 2–0                |                                       |                        | Játékvezető: Marius Iliescu Vonalbírók: Erhan Bulut Cemalersin Kaya |
| | 2–1                | 38:16 – T. Ganbold (B. Jargalsaikhan) |                        | Játékvezető: Marius Iliescu Vonalbírók: Erhan Bulut Cemalersin Kaya |
| O. Tilios (D. Kalyvas) (PP) – 41:40 | 3–1                |                                       |                        |                                                                     |
| D. Kalyvas – 57:23 | 4–1                |                                       |                        |                                                                     |

| 2012. április 21. 17:00 | Törökország | 8–1 (1–0, 4–0, 3–1) | Luxemburg | GSIM Ice Arena, Erzurum Nézőszám: 451 |

| Jegyzőkönyv | Jegyzőkönyv | Jegyzőkönyv                      | Jegyzőkönyv   | Jegyzőkönyv                                                            |
| --- | ----------- | -------------------------------- | ------------- | ---------------------------------------------------------------------- |
| | Fikri Atali | Kapusok                          | Gilles Mangen | Játékvezető: Vedran Krcelic Vonalbírók: Matthieu Barbez James Kavanagh |
| \| E. Ozmen – 14:45 \| 1–0 \| \| \| E. Ozmen (S. Gumus) – 21:35 \| 2–0 \| \| \| Y. Halil (S. Semiz, G. Tasdemir) – 26:25 \| 3–0 \| \| \| C. Baykan (O. Yavuzarslan, G. Solak) – 30:58 \| 4–0 \| \| \| E. Ozmen (Y. Halil, G. Hamarat) – 31:28 \| 5–0 \| \| \| \| 5–1 \| 43:02 R. Beran (R. Scheier) (PP) \| \| S. Gumus (E. Coskun, G. Çetinkaya) – 51:08 \| 6–1 \| \| \| B. Kosemen (G. Solak) – 53:29 \| 7–1 \| \| \| Y. Halil (S. Semiz) – 56:46 \| 8–1 \| \| |             |                                  |               | Játékvezető: Vedran Krcelic Vonalbírók: Matthieu Barbez James Kavanagh |
| 10 perc | Büntetések  | 4 perc                           |               | Játékvezető: Vedran Krcelic Vonalbírók: Matthieu Barbez James Kavanagh |
| 47 | Lövések     | 26                               |               | Játékvezető: Vedran Krcelic Vonalbírók: Matthieu Barbez James Kavanagh |
| E. Ozmen – 14:45 | 1–0         |                                  |               | Játékvezető: Vedran Krcelic Vonalbírók: Matthieu Barbez James Kavanagh |
| E. Ozmen (S. Gumus) – 21:35 | 2–0         |                                  |               | Játékvezető: Vedran Krcelic Vonalbírók: Matthieu Barbez James Kavanagh |
| Y. Halil (S. Semiz, G. Tasdemir) – 26:25 | 3–0         |                                  |               | Játékvezető: Vedran Krcelic Vonalbírók: Matthieu Barbez James Kavanagh |
| C. Baykan (O. Yavuzarslan, G. Solak) – 30:58 | 4–0         |                                  |               |                                                                        |
| E. Ozmen (Y. Halil, G. Hamarat) – 31:28 | 5–0         |                                  |               |                                                                        |
| | 5–1         | 43:02 R. Beran (R. Scheier) (PP) |               |                                                                        |
| S. Gumus (E. Coskun, G. Çetinkaya) – 51:08 | 6–1         |                                  |               |                                                                        |
| B. Kosemen (G. Solak) – 53:29 | 7–1         |                                  |               |                                                                        |
| Y. Halil (S. Semiz) – 56:46 | 8–1         |                                  |               |                                                                        |

| 2012. április 21. 21:00 | Észak-Korea | 5–0 (2–0, 0–0, 3–0) | Írország | GSIM Ice Arena, Erzurum Nézőszám: 102 |

| Jegyzőkönyv | Jegyzőkönyv               | Jegyzőkönyv | Jegyzőkönyv       | Jegyzőkönyv                                                                       |
| --- | ------------------------- | ----------- | ----------------- | --------------------------------------------------------------------------------- |
| | Pak Kun-Hyok Pak Kuk-Chol | Kapusok     | Scott Bickerstaff | Játékvezető: Wlodzimierc Marczuk Vonalbírók: Vladislovas Rudzinskas Marko Sakovic |
| \| Kim J. (Ri C.) (PP) – 06:19 \| 1–0 \| \| \| Ri C. – 18:21 \| 2–0 \| \| \| Ju S. (Kim M., Ri P.) – 42:59 \| 3–0 \| \| \| Kim K. (Kim M., Ri P.) – 45:26 \| 4–0 \| \| \| Hong C. (Om S., Pak S.) – 46:35 \| 5–0 \| \| |                           |             |                   | Játékvezető: Wlodzimierc Marczuk Vonalbírók: Vladislovas Rudzinskas Marko Sakovic |
| 10 perc | Büntetések                | 16 perc     |                   | Játékvezető: Wlodzimierc Marczuk Vonalbírók: Vladislovas Rudzinskas Marko Sakovic |
| 46 | Lövések                   | 10          |                   | Játékvezető: Wlodzimierc Marczuk Vonalbírók: Vladislovas Rudzinskas Marko Sakovic |
| Kim J. (Ri C.) (PP) – 06:19 | 1–0                       |             |                   | Játékvezető: Wlodzimierc Marczuk Vonalbírók: Vladislovas Rudzinskas Marko Sakovic |
| Ri C. – 18:21 | 2–0                       |             |                   | Játékvezető: Wlodzimierc Marczuk Vonalbírók: Vladislovas Rudzinskas Marko Sakovic |
| Ju S. (Kim M., Ri P.) – 42:59 | 3–0                       |             |                   | Játékvezető: Wlodzimierc Marczuk Vonalbírók: Vladislovas Rudzinskas Marko Sakovic |
| Kim K. (Kim M., Ri P.) – 45:26 | 4–0                       |             |                   |                                                                                   |
| Hong C. (Om S., Pak S.) – 46:35 | 5–0                       |             |                   |                                                                                   |